# Società Polisportiva Cailungo
La Società Polisportiva Cailungo és un club de futbol sanmarinès de la ciutat de Borgo Maggiore.

## Palmarès
- Trofeo Federale/Supercopa:[3]

2002